# Gillberga naturreservat
Gillberga naturreservat är ett naturreservat i Norrtälje kommun i Stockholms län.
Området är naturskyddat sedan 2013 och är 40 hektar stort. Reservatet består av  barrnaturskog med gammal gran och tall samt partier av sumpskog.